# Chrysiridia
Chrysiridia es un género de lepidópteros Heterocera de la familia Uraniidae. Sus especies se distribuyen por el este de África y Madagascar. Son de hábitos diurnos.

## Especies
Se reconocen las siguientes dos especies:
- Chrysiridia croesus (Gerstaecker, 1871) – Este de África.
- Chrysiridia rhipheus (Drury, 1773) – Madagascar.